# Quiscalus major
Quiscalus major là một loài chim trong họ Icteridae.